# Dobromierz (województwo świętokrzyskie)
Dobromierz – wieś sołecka w Polsce położona w województwie świętokrzyskim, w powiecie włoszczowskim, w gminie Kluczewsko.
Do 1954 roku siedziba gminy Dobromierz. W latach 1954–1972 wieś należała i była siedzibą władz gromady Dobromierz. W latach 1975–1998 miejscowość administracyjnie należała do województwa piotrkowskiego.
Przez miejscowość przebiega droga wojewódzka nr 742.
Wierni Kościoła rzymskokatolickiego należą do parafii św. Jakuba w Stanowiskach.

## Części wsi
| SIMC    | Nazwa     | Rodzaj     |
| ------- | --------- | ---------- |
| 0541842 | Kopalina  | przysiółek |
| 0541859 | Stoczyska | przysiółek |

Około 2 km na północny wschód od Dobromierza znajduje się góra Buczyna (Bukowa Góra, 334 m n.p.m., w Paśmie Przedborsko-Małogoskim) – najwyższe wzniesienie powiatu włoszczowskiego. Bliżej, około 1 km na północny wschód od miejscowości leży rezerwat przyrody Murawy Dobromierskie.
Przez wieś przechodzi  czarny szlak turystyczny prowadzący z Białego Brzegu do Mrowiny.

## Historia
Dobromierz stanowił w roku  1540 dwie wsie w powiecie koneckim – Dobromyrz Minor i Major. 

W roku 1540 Dobromierz Minor posiadał 5 działów szlacheckich, 5 folwarków i 4 dwory, na piątym dziale dziedzic Mikołaj Masłomiącki nie mieszkał. Całą wieś wyceniono na 80 grzywien. Dobromierz Minor stanowił własność Mikołaja Masłomiąckiego - płacił on pogłówne od 10 kmieci na półłanach i 3 zagrodników. Zbiory folwarczne zwożono do wsi Rączki. Wieś wyceniona  na 180 grzywien.
W latach 1884–1885 na terenie ówczesnych gmin Dobromierz, Przedbórz i Skotniki panowała epidemia ospy naturalnej, tj. ospy prawdziwej.
W 1943 w Dobromierzu urodził się Edward Zyman, polski poeta i prozaik emigracyjny.